# Wilhelm Strüning
Wilhelm Christian Strüning (* 20. November 1857 in Nieder-Wildungen; † 27. November 1937 in Bad Wildungen) war ein deutscher Hutmacher und Politiker (SPD).
Strüning war der Sohn des Friedrich Strüning (1833–1881) und dessen Ehefrau Elisabeth, geborene Schlauß (* 1833). Er heiratete am 26. Dezember 1891 in Nieder-Wildungen Katharina Zwick (1865–1924). Strüning war Hutmacher in Bad Wildungen.
1922 bis 1925 war er für die SPD Abgeordneter in der Waldecker Landesvertretung.